# غلين أفريك
غلين أفريك (بالإنجليزية: Glen Affric) هو وادٍ شهير يقع في منطقة هايلاند في اسكتلندا. يُعتبر من أجمل الأودية في البلاد، وهو معروف بمناظره الطبيعية الخلابة التي تضم بحيرات وجبال وغابات صنوبرية عريقة.

## الجغرافيا والطبيعة
يمتد الوادي على طول حوالي 30 كيلومترًا غرب كانيتش، ويتضمن نهر أفريك وعدة بحيرات منها لوخ أفريك ولوخ بيني. المنطقة محمية طبيعية هامة وتُعرف بأنها تضم واحدة من آخر بقايا الغابات الصنوبرية القديمة في اسكتلندا.

## الأنشطة
يُعد غلين أفريك وجهة شهيرة لمحبي:
- التنزه والمشي لمسافات طويلة.
- مراقبة الحياة البرية، بما في ذلك الأيائل الحمراء والسناجب الحمراء والطيور الجارحة مثل الصقور.
- التصوير الفوتوغرافي للطبيعة والمناظر الجبلية.

## النباتات والحيوانات
تضم المنطقة تنوعًا بيولوجيًا فريدًا، أبرزها:
- النباتات: الصنوبر الاسكتلندي، البتولا، العرعر، الشوكران.
- الحيوانات: الأيل الأحمر، السنجاب الأحمر، الغرير، طيور مثل الصقر الحوام ونقار الخشب الأخضر.

## المسارات والمشي
يوجد في غلين أفريك العديد من المسارات الشهيرة، منها:
- مسار الحلقة حول لوخ أفريك (Glen Affric Circuit).
- مسار Affric Kintail Way الذي يربط غلين أفريك بساحل الغرب.
- مسارات قصيرة للعائلات ومسارات جبلية للمتسلقين المتمرسين.

## الحماية البيئية
تخضع المنطقة لإدارة منظمات بيئية مثل NatureScot للحفاظ على النظام البيئي الفريد، بما في ذلك مشاريع إعادة تشجير الصنوبر الاسكتلندي الأصلي والحد من أضرار الرعي الجائر.